# Колекція документів Оперативного штабу райхсляйтера Розенберга
Колекція документів Оперативного штабу райхсляйтера Розенберга — український архівний проєкт присвячений діяльності Оперативного штабу райхсляйтера Розенберга.
Ініційований 2005 року The Conference on Jewish Material Claims Aganst Germany. Завдяки фінансуванню Claims Conference відбулось сканування української частини архіву це 924 справи, та близько 140 000 кадрів. Усе це репрезентовано на сайті з автоматизованими пошуковими властивостями на базі описів справ — 1275 позицій. На сайті присутні й покажчики імен, географічних назв тощо. Опис і покажчик розробили Наталя Кашеварова й Ніна Малолєтова. Частково представила матеріали Національна бібліотека України імені В. І. Вернадського.
У документах йдеться про ідеологічну діяльність штабу на окупованих східних територіях (у першу чергу антисемітського та антибільшовицького змісту), діяльність зондерштабів та зондеркоманд з досліджень, описів, конфіскації до вивозу культурних цінностей тощо.
Проєкт розміщує й документи, помилково включені до складу фонду 3676, що не стосуються до діяльності ОШР. Конкретно: п'ятий опис та четвертий, за винятком 4 справ.
На сайті проєкту реалізовано російську та англійську мовні версії. Українська у стадії завершення, а також у планах німецькомовна версія сайту.